# John S. Monagan
John Stephen Monagan (* 23. Dezember 1911 in Waterbury, Connecticut; † 23. Oktober 2005 in Washington, D.C.) war ein US-amerikanischer Politiker. Zwischen 1959 und 1973 vertrat er den Bundesstaat Connecticut im US-Repräsentantenhaus.

## Werdegang
John Monagan besuchte die öffentlichen Schulen seiner Heimat und studierte danach bis 1933 am Dartmouth College in Hanover (New Hampshire). Nach einem anschließenden Studium an der juristischen Fakultät der Harvard University und seiner im Jahr 1938 erfolgten Zulassung als Rechtsanwalt begann er in Waterbury in seinem neuen Beruf zu praktizieren.
Monagan war Mitglied der Demokratischen Partei. Zwischen 1940 und 1943 war er Mitglied und Vorsitzender des Stadtrats von Waterbury; von 1943 bis 1948 amtierte er als Bürgermeister dieser Stadt. Außerdem wurde er Mitglied im Vorstand der Waterbury Savings Bank. In den Jahren 1944, 1948, 1960, 1964 und 1968 war Monagan Delegierter zu den jeweiligen Democratic National Conventions.
1958 wurde Monagan im fünften Wahlbezirk von Connecticut in das US-Repräsentantenhaus in Washington gewählt. Dort trat er am 3. Januar 1959 die Nachfolge des Republikaners James T. Patterson an, den er bei der Wahl geschlagen hatte. Nach sechs Wiederwahlen konnte er bis zum 3. Januar 1973 sieben zusammenhängende Legislaturperioden im Kongress absolvieren. In diese Zeit fielen unter anderem die Bürgerrechtsbewegung und der Vietnamkrieg. Bei den Wahlen des Jahres 1972 unterlag Monagan dem Republikaner Ronald A. Sarasin. Danach arbeitete er wieder als Anwalt. Er starb im Oktober 2005 in Washington.